# Heliconius juanita
Heliconius juanita är en fjärilsart som beskrevs av Heinrich Neustetter 1938. Heliconius juanita ingår i släktet Heliconius och familjen praktfjärilar. Inga underarter finns listade i Catalogue of Life.